# Bolborhinum nasutum
Bolborhinum nasutum es una especie de coleóptero de la familia Geotrupidae.

## Distribución geográfica
Habita en Chile.